# 龔春台
龔 春台（きょう しゅんだい、Gong Chuntai、? - 1912年）。本名は謝再興、別名は張章年、号は月樵。清末の革命家。
湖南省瀏陽出身。若いころ清軍の兵士となったが、同時に哥老会にも加入していた。1900年、唐才常が漢口で蜂起の準備を行っているのに参加したが、失敗後は瀏陽に潜伏した。その後1904年に黄興の組織した「同仇会」に加入した。
1906年夏、龔春台は「洪江会」を結成し、竜頭大哥と称し、組織は急速に発展した。12月には「起義」を宣言、「中華国民軍南軍革命先鋒隊」を組織し、都督を称した。年号を漢徳とし、「満清を覆し、共和制を樹立し、4億の同胞が自由と平等を獲得できることをめざす」との檄文を発した。民主共和の旗のもと、参加者は3万人に達し、勢力は湖南省と江西省の十数県に及んだ。しかし清軍に鎮圧され、龔春台は長沙に潜伏した。
1911年、武昌起義が勃発すると、龔春台は忽然と姿を現し、数百人を率いて、北伐を行うと称して南京に赴いた。その後、南北和議が成ると漢口に引き返した。1912年、吐血して病死。